# Aliya Luty
Aliya Luty ou Aliya Bayram, née le 12 novembre 1999 à Grenoble, est une escrimeuse française dont la spécialité est l'épée. En 2019, elle est triple championne du monde des moins de vingt ans et triple médaillée de bronze aux championnats d'Europe juniors.

## Biographie
Aliya Luty naît à Grenoble en 1999 dans une famille de sportifs. Son père, Hussein Bayram, a représenté la France en boxe anglaise lors des Jeux olympiques d'Atlanta et sa mère, Viriginie Luty, est plusieurs fois championne de France de badminton. Son frère Issa, est également escrimeur et sa sœur Selma a fait de la gymnaste rythmique. Elle commence le sport à l'âge de 3 ans en touchant à plusieurs disciplines, jusqu'à se consacrer à l'escrime à l'âge de 7 ans après avoir découvert cette activité grâce à la Caravane du Sport. Elle s'inscrit au club d'escrime de Grenoble Parmentier qu'elle n'a pas quitté depuis.
Elle remporte son premier titre de championne de France à l'âge de 14 ans à l'occasion du critérium national minimes, puis quitte son domicile familial à l'âge de 15 ans pour rejoindre le pôle France jeune au CREPS de Bordeaux avec le maître Jean-François Di Martino. Elle y reste 3 années avant d'intégrer l'INSEP.
Elle suit parallèlement des études d'infirmières.

## Carrière
À 17 ans, elle devient double championne du monde,, vice championne d'Europe par équipes et championne de France des moins de 20 ans, qui lui permet de se sélectionner à ses premières coupe du monde senior en surclassée. La même année en sénior, elle termine à une compétition dans le top 30 (Grand Prix de Bogota) et une dans le top 15 (Grand Prix Westend).
L'année suivante, elle obtient deux médailles de bronze lors des championnats d'Europe,. En 2019 elle gagne son troisième titre de championne du monde des moins de 20 ans avant de passer dans la catégorie sénior.
Elle obtient son premier podium senior individuel avec une deuxième place à l'étape de Kazan de la coupe du monde d'escrime 2020-2021, s'inclinant en finale contre la Sud-coréenne Choi In-jeong.
Elle est au printemps 2021 classée à la 38e place des escrimeuses mondiales, et progresse à la 29e place en novembre.

## Palmarès

### Junior
- Championnats du monde juniors
  -  Médaille d'or par équipe aux championnats du monde juniors 2019 à Toruń
  -  Médaille d'or par équipe aux championnats du monde juniors 2017 à Plovdiv
  -  Médaille d'or en individuel aux championnats du monde juniors 2017 à Plovdiv
- Championnat d'Europe juniors
  -  Médaille d'argent par équipe aux championnats d'Europe 2017 à Plovdiv
  -  Médaille de bronze par équipe aux championnats d'Europe 2019 à Foggia
  -  Médaille de bronze par équipes aux championnats d'Europe 2018 à Sotchi
  -  Médaille de bronze en individuel aux championnats d'Europe 2018 à Sotchi
- Championnats de France juniors
  -  Médaille d'or en individuel aux championnats de France 2017 à Valence
  -  Médaille d'argent par équipe aux championnats de France 2019 à Nantes
  -  Médaille d'argent par équipes aux championnats de France 2017 à Valence

### Sénior
- Coupe du monde
  -  Médaille d'or par équipes au Glaive de Tallinn sur la saison 2016-2017
  -  Médaille d'or par équipes à la Coupe du monde de Barcelone sur la saison 2021-2022
  -  Médaille d'argent en individuel à la Coupe du monde de Kazan sur la saison 2020-2021

## Classement en fin de saison
| Année | 2017 | 2018 | 2019 | 2020 | 2021 | 2022 |
| ----- | ---- | ---- | ---- | ---- | ---- | ---- |
| Rang  | 59   | 161  | 83   | 52   | 42   | 26   |